# ديفيد بيك تود
ديفيد بيك تود (بالإنجليزية: David Peck Todd)‏ (و. 1855 – 1939 م) هو عالم فلك، وشاعر، وأستاذ جامعي من الولايات المتحدة الأمريكية . ولد في نيويورك .
توفي في لينشبرغ، عن عمر يناهز 84 عاماً.

## التعليم
تعلم في جامعة كولومبيا، وكلية أمهرست، وكلية سميث